# 타우마타와카탕이항아코아우아우오타마테아투리푸카카피키마웅아호로누쿠포카이웨누아키타나타후
타우마타와카탕이항아코아우아우오타마테아투리푸카카피키마웅아호로누쿠포카이웨누아키타나타후(마오리어: Taumatawhakatangihangakoauauotamateapokaiwhenuakitanatahu)는 뉴질랜드 북섬 호크스베이 지방에 위치한 포랑아하우에 있는 언덕이다. 높이는 305미터이고, 현지인들에게는 종종 대화상 편의를 위해 타우마타라고 불리기도 한다. 뉴질랜드 지명 데이터베이스에는 〈Taumatawhakatangihangakoauauotamateapokaiwhenuakitanatahu〉라고 등재되어 있다. 세계에서 가장 긴 지명 중 하나로 유명하다. 총 85자로, 기네스 세계 기록에 세계에서 가장 긴 지명으로 등재되어 있다.

## 지명
언덕 정상에 있는 푯말에는 〈Taumatawhakatangihangakoauauotamateaturipukakapikimaungahoronukupokaiwhenuakitanatahu〉라고 적혀 있으며, 이를 번역하면 "타마테아라는 큰 무릎을 가진 등산가가 여행을 하다가 사랑하는 사람을 위해 피리를 불었다"이다.

## 또 다른 이름
이 언덕은 타우마타와카탕이항아코아우아우오타마테아하우마이타휘티우레하에아투리푸카카피키마웅아호로누쿠포카이웨누아키타나타후라는 또 다른 이름을 가지고 있다.알파벳 표기는 〈Taumata-whakatangihanga-koauau-o-Tamatea-haumai-tawhiti-ure-haea-turi-pukaka-piki-maunga-horo-nuku-pokai-whenua-ki-tana-tahu〉이며, 105자의 알파벳으로 이루어져 있다.
- 두 번째 명칭의 의미는 'The hill of the flute playing by Tamatea — who was blown hither from afar, had a slit penis, grazed his knees climbing mountains, fell on the earth, and encircled the land — to his beloved.'(McGrath and Young 2001:130)[1]이며, 한국어로 번역하면 다음과 같다.

먼 곳에서 이곳으로 바람에 불려(blown) 온 사람인 타마테아라는 사람이 사랑하는 사람에게 플룻을 연주해준 언덕으로, 그는 포경수술을 받았고, 산을 오르다가 무릎이 까졌으며, 땅에 넘어졌고, 그 땅을 일주하였다.

뉴질랜드 토지측량부에서 1929년 발행한 지도에서는 타우마타와카탕이항아코아우(Taumatawhakatangihangakoauau)라는 이름으로 기록되었다. 

## 같이 보기
- 긴 지명 목록
  - 랜바이어푸흘귄기흘
  - 안돌이지돌이다래미한숨바우
  - 방콕
  - 처바너강거모그호